# Pierre Bellon
Pour les articles homonymes, voir Bellon.
Pour l’article ayant un titre homophone, voir Pierre Belon.
Pierre Bellon, né le 24 janvier 1930 à Marseille et mort le 31 janvier 2022 à Paris, est un entrepreneur et milliardaire français.
Fondateur de Sodexo, multinationale française spécialisée dans la sous-traitance de services, notamment en restauration collective, il en est président d'honneur de 2016 à sa mort, et un des principaux actionnaires conjointement avec d'autres membres de sa famille.

## Biographie

### Famille
Pierre Bellon est issu d'une dynastie d'entrepreneurs de Marseille : il est le petit-fils de Jean-Baptiste Bellon et le fils de Felix (1905-1988), respectivement fondateurs et successeur de la maison Bellon SA, spécialisée dans le ravitaillement alimentaire des paquebots et avisos coloniaux,,.

### Formation
Pierre Bellon étudie au collège de Provence. Il échoue par trois fois au concours d'entrée d'HEC Paris avant de le réussir la quatrième fois. Il en sort diplômé en 1954,.
Grâce à sa réussite entrepreneuriale, Pierre Bellon fait partie des « Grands HEC ». Il est l'un des grands donateurs de la Fondation HEC.

### Carrière
Pierre Bellon commence sa carrière en 1958 dans l'entreprise familiale, en qualité d'attaché commercial, puis attaché de direction, poste auquel il parvient à remporter différents marchés.
En 1966, avec l'aide de sa famille, il fonde la Sodexho (Société d'exploitations hôtelières, aériennes, maritimes et terrestres) — devenue Sodexho Alliance en 1997, puis Sodexo en 2008. Pierre Bellon a fait de son entreprise l'un des grands acteurs français du service aux entreprises et aux collectivités locales sur terre, air et mer. L'entreprise a été cotée au CAC 40.
Président-directeur général de Bellon SA, holding familiale de contrôle de Sodexo, en 1988, il en devient ensuite président du directoire de 1996 à 2002 et président du conseil de surveillance à compter de février 2002 jusqu'au 31 août 2005. Michel Landel lui succède et lui-même devient président du conseil d'administration jusqu'en 2016, année durant laquelle sa fille, Sophie Bellon, lui succède.
En 2018, Pierre Bellon possède la 13e fortune de France (5 milliards d'euros selon Forbes).
En 2019, il entre dans le capital de l'OM. En 2021, le magazine Forbes le classe 21e fortune de France avec 4 milliards d'euros de capital.

### Mort
Pierre Bellon meurt le 31 janvier 2022 à l'âge de 92 ans.

### Vie privée
Marié, Pierre Bellon a quatre enfants qui siègent au conseil d'administration de Sodexo, tout comme son frère Bernard Bellon[réf. nécessaire].

## Autres activités
En 1987, Pierre Bellon est à l'origine de la création de l'Association progrès du management dont la vocation est : « Le progrès de l'entreprise par le progrès du dirigeant ».
Il milite dès le début de sa carrière au Centre des jeunes patrons (CJP), devenu le Centre des jeunes dirigeants (CJD) dont il devient le président national de 1968 à 1970.
Membre du conseil exécutif du Conseil national du patronat français (CNPF) puis du Medef, de 1976 à 2013, il en a aussi été le vice-président de 1980 à 2005.
Il a également été membre du Conseil économique et social (CES), puis du Conseil économique, social et environnemental (CESE), de 1969 à 1979, et président du Syndicat national des chaînes d’hôtels et de restaurants de 1972 à 1975.

### Autres mandats sociaux
- Président du conseil de surveillance de Bellon SA (holding)
- Membre du conseil de surveillance de Sobelnat SCA
- Président fondateur de l'APM (Association progrès du management) et membre du conseil d'administration
- Président et fondateur de la Fondation Pierre-Bellon « agir pour le développement humain »[13].

### Jetons de présence
En tant que membre du conseil d'administration de Sodexo et de Bellon SA, Pierre Bellon a touché 272 703 euros en 2005-2006 et 240 000 euros en 2006-2007.

## Distinctions

### Décorations
- Commandeur de la Légion d'honneur le 5 juillet 2006
- Commandeur de l'ordre national du Mérite le 27 janvier 2004
- Chevalier de l'ordre du Mérite agricole le 25 janvier 1993
- Commandeur de l'ordre du Rio Branco (Brésil)

### Honneurs
- Médaille de la ville de Marseille
- Isséen d'Or
- Échanson d'honneur de la confrérie des Échansons du Roy René le 27 juin 1997
- Un amphithéâtre de HEC Paris porte son nom.

## Publication
- Pierre Bellon et Émily Borgeaud, Je me suis bien amusé. Sodexho raconte..., Paris, Éditions d'organisation, 2006  (ISBN 978-2708134522).